# 我的秘密新娘 (2019年電視劇)
《我的秘密新娘2019》（羅馬化：Kao Waan Hai Noo Pen Sai Lub）是一部由Maker Y製作，帕萬拉特·納蘇里亞執導的愛情連續劇。由瓦凌通·班哈甘、素帕莎娜·他那差、帕利特·廷通及琳拉達·考布瓦賽領銜主演，2019年11月8日起於Ch3Thailand首播。

## 劇情簡介
Suam（素帕莎娜·他那差 飾）是個住在貧民區且有著奇怪小名的年輕女孩，她無意中成為高級喬裝警官Thuanthep（塔納克昂·龐塞耶農 飾）的間諜，工作是執行國家任務，調查毒梟Ha（恰約隆·西嵐亞堤迪 饰）的犯罪證據以及Danurut是否為這一切的幕後黑手。
Danurut（瓦凌通·班哈甘 飾），一個剛被調來小區的副局長，認真盡責，與Suam在一場追捕違法賭博的場面相遇。當Danurut發現堂妹Darika的未婚夫Ek與Suam關係密切，為了不讓Ek繼續糾纏Suam，他雇用Suam當他的假妻子。
秘密使命伴隨著一連串的懸疑案件，兩人的愛情也悄悄萌芽了。

## 演員陣容
註：括號內的演員姓名為小名。

### 主要演員
- 瓦凌通·班哈甘（Great） 飾演 Danurut Sangkhaphat（Rut）
- 素帕莎娜·他那差（Kao） 飾演 Thanamat Munjai（Suam）
- 帕利特·廷通（Parit） 飾演 Padet
- 琳拉達·考布瓦賽（Pie） 飾演 Nuengthida（Nueng）

### 配角
- 塔納克昂·龐塞耶農（Au） 飾演 Thuanthep（Thep／Snow White）
- 蘭實·西拉南儂（Auan） 飾演 Ekkasit（Ek）
- 納瓦拉·翁瓦莎娜（Mint） 飾演 Darika（Da）
- 雅緹帕·拉查帕爾（Yard） 飾演 Suchawadee（Su）
- 恰約隆·西嵐亞堤迪（Chai） 飾演 Ha
- 敏提達·瓦塔納昆（英语：Mintita Wattanakul）（Mint） 飾演 Somruethai（Somsuk）
- 卡倫彭·田蘇宛（Petch） 飾演 Chuchai
- 薩魯特·維吉特拉南達（Big） 飾演 Pennueng
- 翁瓦奇拉·佩特考（Care） 飾演 Songkhram
- 塔納瓦·庫蘇萬 飾演 Damkoeng
- 杰克里特·阿瑪拉特（Ton） 飾演 Prakob（Singh）

Suam的繼父
- 賈里亞·安豐（Nok） 飾演 Boonyuen

Suam的母親

## 劇集迴響

### 泰國電視收視
- 收視最低的集數以藍色表示，收視最高的集數以紅色表示，而空格則表示該集的收視沒有相關數據。

| 集數 No.   | 播放日期       | 播放時段 (UTC+07:00) | 平均收視率 | 來源   |
| ---------- | -------------- | -------------------- | ---------- | ------ |
| 1          | 2019年11月8日  | 星期五 20:20         | 2.939      | [ 5 ]  |
| 2          | 2019年11月9日  | 星期六 20:20         | 2.743      | [ 5 ]  |
| 3          | 2019年11月10日 | 星期日 20:20         | 2.611      | [ 5 ]  |
| 4          | 2019年11月15日 | 星期五 20:20         | 3.098      | [ 6 ]  |
| 5          | 2019年11月16日 | 星期六 20:20         | 3.684      | [ 6 ]  |
| 6          | 2019年11月17日 | 星期日 20:20         | 3.586      | [ 6 ]  |
| 7          | 2019年11月22日 | 星期五 20:20         | 3.527      | [ 7 ]  |
| 8          | 2019年11月23日 | 星期六 20:20         | 3.498      | [ 7 ]  |
| 9          | 2019年11月24日 | 星期日 20:20         | 3.580      | [ 7 ]  |
| 10         | 2019年11月29日 | 星期五 20:20         | 3.866      | [ 8 ]  |
| 11         | 2019年11月30日 | 星期六 20:20         | 4.003      | [ 8 ]  |
| 12         | 2019年12月1日  | 星期日 20:20         | 3.788      | [ 8 ]  |
| 13         | 2019年12月6日  | 星期五 20:20         | 3.677      | [ 9 ]  |
| 14         | 2019年12月7日  | 星期六 20:20         | 3.446      | [ 9 ]  |
| 15         | 2019年12月8日  | 星期日 20:20         | 3.760      | [ 9 ]  |
| 16         | 2019年12月13日 | 星期五 20:20         | 4.780      | [ 10 ] |
| 17         | 2019年12月14日 | 星期六 20:20         | 4.971      | [ 10 ] |
| 18         | 2019年12月15日 | 星期日 20:20         | 5.563      | [ 10 ] |
| 平均收視率 | 平均收視率     | 平均收視率           | 3.729      | 1      |

^1  基於每集的平均觀眾份額。

## 外部鏈接
- Ch3Plus上的《我的秘密新娘》（页面存档备份，存于）（泰文）
- 豆瓣电影上《我的秘密新娘》的資料 （简体中文）
- MyDramaList上的《我的秘密新娘》（页面存档备份，存于）（英文）